# أمبروز لورانس
أمبروز لورانس (بالإنجليزية: Ambrose Lawrence)‏ هو سياسي أمريكي، ولد في 1816، وتوفي في 1893.